# På begäran (album av Thorleifs)
På begäran är ett samlingsalbum av Thorleifs, släppt 1991.

## Låtlista
1. Gråt inga tårar (Å.Hallgren)
2. Tjo och tjim (M.Wendt-C.Lundh)
3. Drömmarnas tid är förbi (M.Gustafson)
4. Stadens ende speleman (M.Wendt-C.Lundh)
5. Jag minns ännu de orden (M.Wendt)
6. Det kommer alltid nya vårar (L.Sigfridsson)
7. En dans på bryggorna (K.Olsson-K.Almgren)
8. Rosor doftar alltid som mest när det skymmer (T.Gunnarsson-E.Lord)
9. Halva mitt hjärta (L.Clerwall)
10. Tillsammans (P.Åhs)
11. Lycklig vid din sida (T.Torstensson-M.Wendt-C.Lundh)
12. Det finaste av allt (P.Åhs)
13. Spar dina tårar (R-M.Stråhle)
14. Dina kärleksbrev (L.Clerwall)
15. Ingen saknar mig imorgon (P-O.Oden)